# Binga FC
Binga Football Club w skrócie Binga FC – malijski klub piłkarski, grający w pierwszej lidze, mający siedzibę w mieście Bamako.

## Sukcesy
- Puchar Mali[1]:
  - finał (1): 2021.

## Występy w afrykańskich pucharach
| Sezon     | Rozgrywki           | Runda    | Kraj         | Klub                    | Dom | Wyjazd | Dwumecz      |
| --------- | ------------------- | -------- | ------------ | ----------------------- | --- | ------ | ------------ |
| 2021/2022 | Puchar Konfederacji | 1        | Liberia      | Monrovia Club Breweries | 3–0 | 0–2    | 3–2          |
| 2021/2022 | Puchar Konfederacji | 2        | Burkina Faso | ASFA Yennenga           | 0–1 | 1–0    | 1–1 (k. 7–6) |
| 2021/2022 | Puchar Konfederacji | play-off | Zambia       | Zanaco FC               | 2–0 | 0–3    | 2–3          |

## Stadion
Domowe mecze klub rozgrywa na stadionie o nazwie Stade Modibo Keïta w Bamako. Stadion może pomieścić 8000 widzów.